# Tewle (stacja kolejowa)
Tewle (biał. Тэўлі, ros. Тевли) – stacja kolejowa w miejscowości Tewle, w rejonie kobryńskim, w obwodzie brzeskim, na Białorusi. Leży na linii Moskwa - Mińsk - Brześć.
Stacja powstała w XIX w. na drodze zależnej moskiewsko-brzeskiej pomiędzy stacjami Liniewo a Żabinka.